# Chianocco
Chianocco (arpità Tsanuch, piemontès Cianoch) és un municipi italià, situat a la ciutat metropolitana de Torí, a la regió del Piemont. L'any 2007 tenia 1.690 habitants. Està situat a la Vall de Susa, una de les Valls arpitanes del Piemont. Limita amb els municipis de Bruzolo, Bussoleno, San Giorio di Susa i Usseglio.

## Administració
| Període | Identitat   | Partit                 |
| ------- | ----------- | ---------------------- |
| 2004-   | Mauro Russo | Demòcrates pel Progrés |